# Tennis op de Paralympische Zomerspelen 2024
Op de XVIIe Paralympische Zomerspelen, die in 2024 werden gehouden in Parijs, Frankrijk, is tennis een van de 22 sporten die werden beoefend. Het onderdeel vond plaats in het Stade Roland-Garros in het 16e arrondissement van Parijs, van 30 augustus tot en met 7 september. Er waren zes evenementen: voor mannen, vrouwen en quads is er een individueel en een dubbelspelevenement.

## Medaillespiegel
| Plaats | Land             | NPC | Goud | Zilver | Brons | Totaal |
| 1      | Japan            | JPN | 3    | 1      | 0     | 4      |
| 2      | Nederland        | NED | 2    | 3      | 1     | 6      |
| 3      | Groot-Brittannië | GBR | 1    | 2      | 0     | 3      |
| 4      | Argentinië       | ARG | 0    | 0      | 1     | 1      |
| 4      | China            | CHN | 0    | 0      | 1     | 1      |
| 4      | Israël           | ISR | 0    | 0      | 1     | 1      |
| 4      | Zuid-Afrika      | RSA | 0    | 0      | 1     | 1      |
| 4      | Spanje           | ESP | 0    | 0      | 1     | 1      |

## Uitslagen

### Mannen

#### Enkelspel
| #      | Land | Naam              |
| ------ | ---- | ----------------- |
| Goud   | JPN  | Tokito Oda        |
| Zilver | GBR  | Alfie Hewett      |
| Brons  | ARG  | Gustavo Fernández |

#### Dubbelspel
| #      | Land | Naam                                   |
| ------ | ---- | -------------------------------------- |
| Goud   | GBR  | Alfie Hewett Gordon Reid               |
| Zilver | JPN  | Takuya Miki Tokito Oda                 |
| Brons  | ESP  | Daniel Caverzaschi Martín de la Puente |

### Vrouwen

#### Enkelspel
| #      | Land | Naam           |
| ------ | ---- | -------------- |
| Goud   | JPN  | Yui Kamiji     |
| Zilver | NED  | Diede de Groot |
| Brons  | NED  | Aniek van Koot |

#### Dubbelspel
| #      | Land | Naam                          |
| ------ | ---- | ----------------------------- |
| Goud   | JPN  | Yui Kamiji Manami Tanaka      |
| Zilver | NED  | Diede de Groot Aniek van Koot |
| Brons  | CHN  | Guo Luoyao Wang Ziying        |

### Quad
Quad is een afkorting van quadriplegie, en wordt in het rolstoeltennis gebruikt voor een man of vrouw die niet alleen een loopbeperking, maar ook een beperkte hand- of armfunctie heeft.

#### Enkelspel
| #      | Land | Naam         |
| ------ | ---- | ------------ |
| Goud   | NED  | Niels Vink   |
| Zilver | NED  | Sam Schröder |
| Brons  | ISR  | Guy Sasson   |

#### Dubbelspel
| #      | Land | Naam                          |
| ------ | ---- | ----------------------------- |
| Goud   | NED  | Sam Schröder Niels Vink       |
| Zilver | GBR  | Andy Lapthorne Gregory Slade  |
| Brons  | RSA  | Donald Ramphadi Lucas Sithole |